# Medio San Juan
Medio San Juan est une municipalité située dans le département de Chocó, en Colombie.